# American Stars ’n Bars
American Stars 'n Bars – solowy album nagrany przez Neila Younga w okresie od listopada 1974 r. do kwietnia 1977 r. i wydany przez firmę nagraniową Reprise w maju 1977 r.

## Historia i charakter albumu
Album nosi wyraźne cechy płyty-składanki; kompozycje zebrane na nim zostały nagrane w czterech studiach w ciągu 3 lat. Dlatego jest to płyta niejednorodna; jej pierwsza strona, to utwory mające charakter country rocka. Następne utwory są już to folkrockiem, już to hardrockiem.
Rockowy utwór "Like a Hurricane" stał się z biegiem lat jednym z najbardziej popularnych utworów Younga, osiągnął status klasyka i został ozdobą i centralnym punktem wielu koncertów.
Najambitniejszą kompozycją albumu jest miłosny utwór "Will to Love", pełen poetyckich metafor. W odróżnieniu od "Like a Hurricane" – bardzo rzadko wykonywany na żywo.
Rozpoczynający drugą stronę płyty winylowej utwór "Star of Bethlehem" był wczesną wersją kończącego album "Homegrown". Pierwotnie miał być wydany jak integralna jego część, ale ostatecznie stał się nowym utworem.

## Muzycy
Neil Young, Crazy Horse i The Bullets
- Neil Young – gitara akustyczna (1–6), gitara elektryczna (1–5, 8,9), wokal (wszystkie), harmonijka (6),
- Ben Keith – elektryczna gitara hawajska (1–5), wokal (6), gitara dobro (6),
- Frank Sampedro – gitara akustyczna (1-5), gitara elektryczna (1–5, 8, 9)
- Billy Talbot – gitara basowa (1–5, 8, 9)
- Tim Drummond – gitara basowa (6)
- Ralph Molina – perkusja (1–5, 8, 9), wokal (9)
- Carole Mayedo – skrzypce (1–5)
- Nicolette Larson – wokal (1–5)
- Linda Ronstadt – wokal (1–5)
- Emmylou Harris – wokal (6)

Utwór 7 –  Neil Young gra na wszystkich instrumentach.

## Spis utworów
| 1. | The Old Country Waltz  | 2:58  |
|    |                        |       |
| 2. | Saddle up the Palomino | 3:00  |
|    |                        |       |
| 3. | Hey Babe               | 3:35  |
|    |                        |       |
| 4. | Hold Back the Tears    | 4:18  |
|    |                        |       |
| 5. | Bite the Bullet        | 3:30  |
|    |                        |       |
| 6. | Star of Bethlehem      | 2:42  |
|    |                        |       |
| 7. | Will to Love           | 7:11  |
|    |                        |       |
| 8. | Like a Hurricane       | 8:20  |
|    |                        |       |
| 9. | Homegrown              | 2:20  |
|    |                        |       |
|    |                        | 37:54 |
|    |                        |       |

## Opis płyty
- Producent – Neil Young, David Briggs, Tim Mulligan i Elliot Mazer (tylko 6)
- Miejsce nagrania – Quadrafonic, Nashville, Tennessee; Wally Heider Recording Studios, Hollywood; Broken Arrow Ranch, Redwood City, Kalifornia; Indigo Recording Studios, Malibu, Kalifornia
- Sesje – listopad 1974 (6); listopad 1975 (8, 9); maj 1976 (7); kwiecień 1977 (1, 2, 3, 4, 5)
- Długość – 36 min. 34 sek.
- Przygotowanie artystyczne CD – Gary Burden i Jenice Heo dla R. Twerk & Co.
- Kierownictwo – Elliot Roberts
- Projekt okładki – Dean Stockwell
- Transfer z nagrań analogowych do cyfrowych – John Nowland
- Cyfrowy remastering – Tim Mulligan
- Studio – Redwood Digital w Woodside, kalifornia
- Firma nagraniowa – Reprise
- Numer katalogowy – 48496-2

## Listy przebojów

### Album
| Rok  | Lista                    | Pozycja |
| ---- | ------------------------ | ------- |
| 1977 | Billboard. Albumy popowe | 21      |